# Cecil (Wisconsin)
Cecil es una villa ubicada en el condado de Shawano en el estado estadounidense de Wisconsin. En el Censo de 2010 tenía una población de 570 habitantes y una densidad poblacional de 122,33 personas por km².

## Geografía
Cecil se encuentra ubicada en las coordenadas 44°48′41″N 88°26′57″O / 44.81139, -88.44917. Según la Oficina del Censo de los Estados Unidos, Cecil tiene una superficie total de 4.66 km², de la cual 4.62 km² corresponden a tierra firme y (0.78%) 0.04 km² es agua.

## Demografía
Según el censo de 2010, había 570 personas residiendo en Cecil. La densidad de población era de 122,33 hab./km². De los 570 habitantes, Cecil estaba compuesto por el 92.98% blancos, el 0.18% eran afroamericanos, el 4.21% eran amerindios, el 0% eran asiáticos, el 0% eran isleños del Pacífico, el 1.05% eran de otras razas y el 1.58% pertenecían a dos o más razas. Del total de la población el 2.11% eran hispanos o latinos de cualquier raza.